# Joey Duin
Joey Duin (* 4. Juni 1981 in Purmerend, Niederlande) ist ein ehemaliger niederländischer Handballspieler.
Duin, der zuletzt für den niederländischen Verein HV KRAS/Volendam spielte und für die niederländische Männer-Handballnationalmannschaft auflief, wurde meist im linken Rückraum eingesetzt.
Joey Duin begann im benachbarten Volendam bei der Handbalvereniging KRAS/Volendam mit dem Handballspiel. Dort debütierte er in der ersten niederländischen Liga und gewann 2005 die niederländische Meisterschaft; 2003 war er bereits zum niederländischen Handballer des Jahres gewählt worden. 2005 nun wurde Duin vom deutschen Zweitligisten TSV Bayer Dormagen unter Vertrag genommen. Mit den Rheinländern wurde er 2006 und 2007 Zweiter der Liga und scheiterte jeweils in der Relegation zum Aufstieg in die erste Handball-Bundesliga; 2008 schließlich wurde Dormagen Meister der 2. Liga Süd und schaffte den direkten Aufstieg. Ab dem 28. November 2008 stand Duin beim Zweitligisten Bergischer HC unter Vertrag. Im Sommer 2010 kehrte Duin nach Volendam zurück. Nit Volendam gewann er 2011, 2012 und 2013 die niederländische Meisterschaft sowie 2012, 2013 und 2014 den niederländischen Pokal. Dort beendete er nach der Saison 2014/15 seine Karriere.
Joey Duin hat 31 Länderspiele für die niederländische Nationalmannschaft bestritten, konnte sich jedoch nie für ein großes internationales Turnier qualifizieren.